# Bataille de Vicus Helena
La bataille de Vicus Helena a opposé une armée de Francs saliens conduits par Clodion à une armée romaine commandée par le général Flavius Aetius vers 448. Celle-ci est rapportée par un nombre limitée de sources de l'Antiquité tardive et du Haut Moyen Âge, qui la situent dans un lieu désigné par le nom de Vicus Helena, dans le Nord de la France actuelle.

## Sources
La bataille est rapportée par Sidoine Apollinaire dans son Panégyrique de Majorien, écrit pour rendre hommage aux exploits militaires de l'empereur Majorien en 458.

## Contexte

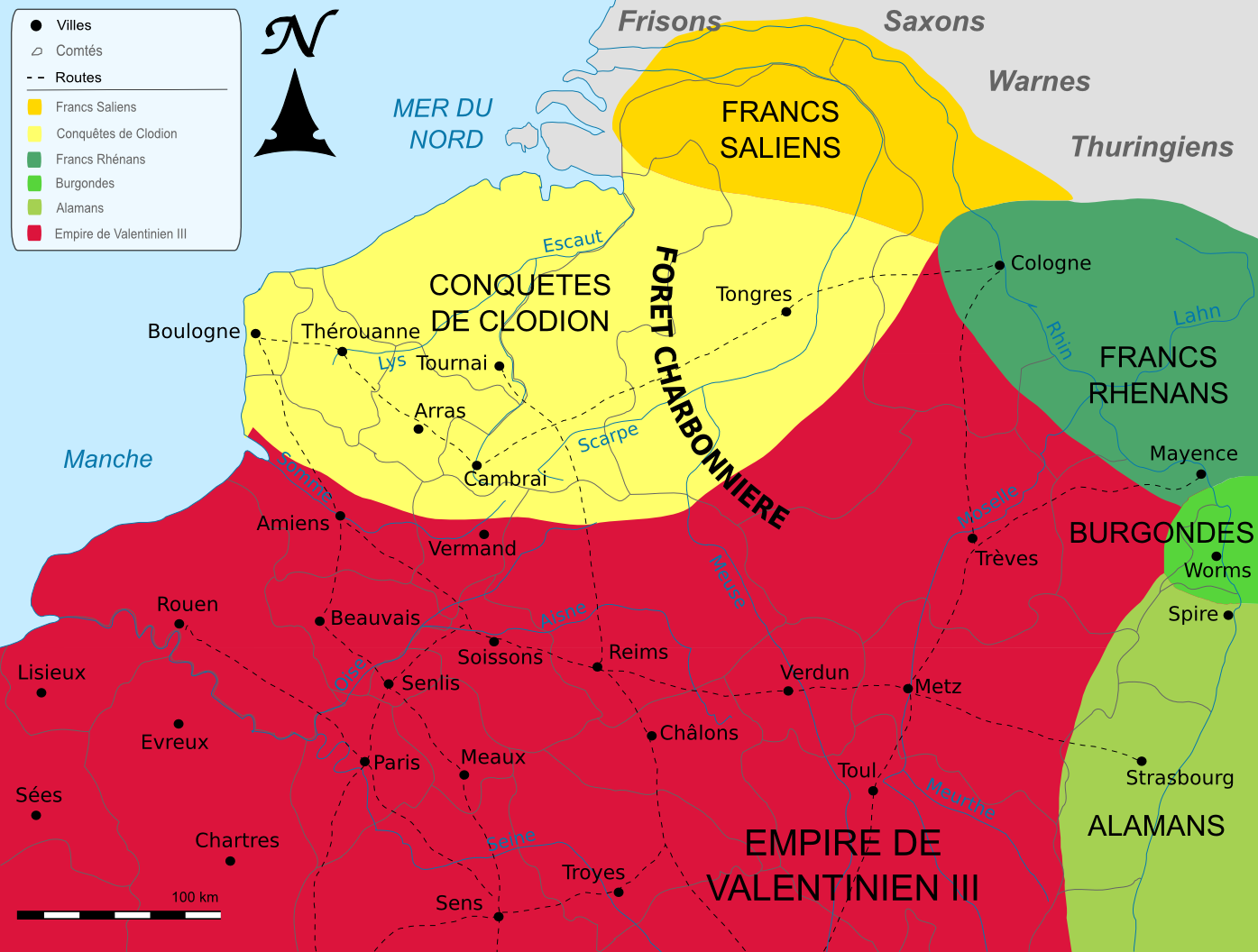
Les conquêtes de Clodion (limites approximatives)

Dans les années 430 et 440, l'Empire romain est confronté en Gaule à de multiples menaces. Le général Aetius, préfet du prétoire des Gaules depuis 426, doit notamment faire face à la révolte des bagaudes et aux attaques des fédérés burgondes et wisigoths. Celui-ci rassemble des troupes en dégarnissant les garnisons du Nord de la Gaule.
Informé de l'absence de défense dans les villes de la province de Belgique seconde, le chef des Francs saliens Clodion, fédéré des Romains, décide de profiter de la situation vers 432-435 pour étendre son territoire jusqu'à la Somme. Après avoir traversé la forêt Charbonnière, il s'empare des villes de Tornacum (Tournai) et Camaracum (Cambrai). Aetius semble avaliser cette occupation car il n'intervient pas contre les Saliens pendant de nombreuses années.
En 448, les Francs saliens cherche à poursuivre leur expansion et mettent à sac la cité de Nemetacum (Arras). Cette nouvelle campagne dans la région provoque l'intervention militaire d'Aetius.

## Déroulement de la bataille

### Avant la bataille
Sidoine Apollinaire indique que les troupes d'Aetius et de son lieutenant Majorien - futur empereur romain d'Occident - étaient localisées dans la région de Tours, alors en proie à la révolte des bagaudes, lorsque survient l'invasion des plaines des Atrébates (l'actuel Artois) par Clodion,.  

« Quand [Majorien] défendit la Tourraine qui redoutait la guerre, tu [=Aetius] étais éloigné ; mais peu de temps après vous combattiez ensemble quand le chef des Francs, Clodion, envahit les plaines des Atrébates. »

### Déroulement de la bataille
Les troupes de Clodion campaient dans les plaines de l'Artois près d'un village baptisé Vicus Helena et célébraient un mariage lorsque celles-ci furent surprises par l'arrivée de la cavalerie légère d'Aetius. Sidoine Apollinaire décrit le déroulement de la bataille dans son Panégyrique :

« Plusieurs chemins venaient aboutir à un ravin qui les couvrait. Un pont de bois suivi d'une longue chaussée fournissait un étroit passage sur la rivière et à travers le bourg Helena qui formait un demi-cercle. Pendant que tu passais, Majorien, à cheval, combattait à la tête du pont. Par fortune, sur une colline voisine du fleuve, les Barbares célébraient un hyménée par des chants et des danses à la manière des Scythes : une blonde épousée se mariait à un époux blond comme elle. Ils furent, dit-on, écrasés par la cavalerie de Majorien. Les casques retentissaient sous les coups ; les écailles de la cuirasse repoussaient la pointe des lances dirigées contre sa poitrine : l'ennemi tourna le dos. »

### Après la bataille
La bataille se traduisit par une victoire des troupes d'Aetius. Celles-ci mirent en déroute les Francs saliens et s'emparèrent de leurs charriots en saisissant leur butin.

## Conséquences
Si la défaite d'Helena Vicus jeta selon Gibbon « le doute sur la prudence de Clodion », celle-ci n'eut que des effets limités sur sa légitimité puisque celui-ci se maintint comme chef des Francs saliens. Aetius, conscient qu'il ne disposait pas des moyens suffisants pour occuper le territoire, préféra renégocier le traité d'alliance de 342 qui faisait des Francs des fédérés de l'Empire romain. Le général romain autorisa les Francs à s'installer dans les villes conquises par eux depuis 432, et dont le territoire constitua le noyau du futur royaume franc de Clovis,,.

## Localisation et datation

### Localisation
La localisation exacte de la bataille demeure aujourd'hui incertaine. Depuis le XVIIIe siècle, des historiens ont proposé plusieurs sites dans le Nord de la France en s'appuyant sur les détails topographiques donnés par Sidoine Apollinaire (présence d'un fleuve et de routes) et sur la toponymie, notamment les villes de Lens (Pas-de-Calais), d'Évin-Malmaison (Pas-de-Calais), d'Hesdin (Pas-de-Calais), d'Hélesmes (Nord), d'Allaines (Somme) ou encore de Saint-Amand-les-eaux (Nord).

### Datation
Concernant la datation de la bataille Alain Dierkens et Patrick Périn relèvent que la défaite des bagaudes et la libération de Tours précèdent la bataille de Vicus Helena et datent les deux événements en 448.